# Villa Carolina, Gustafsberg

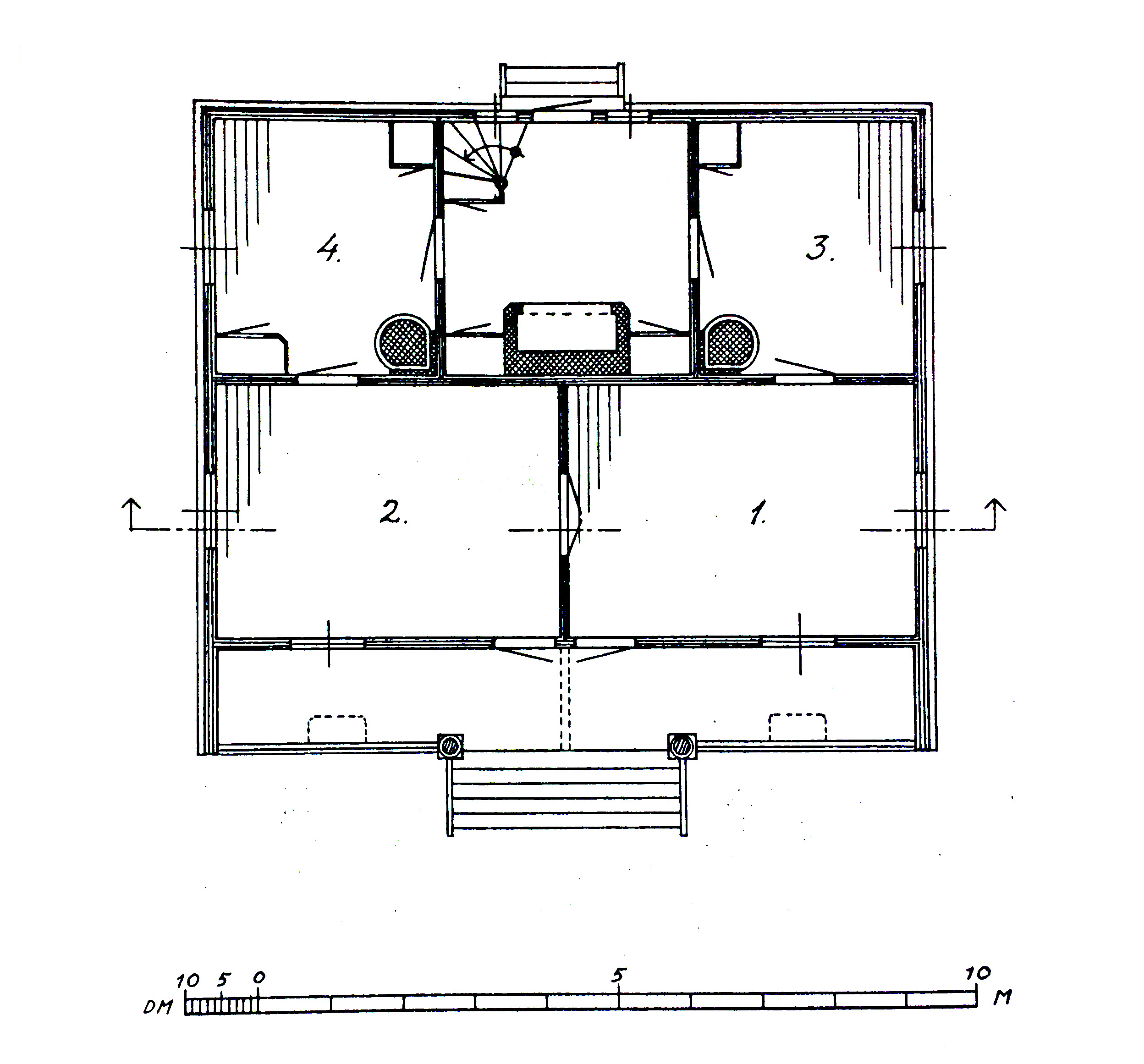
Villa Carolina

Villa Carolina är en sommarvilla belägen på badhusorten Gustafsberg utanför Uddevalla, Västra Götalands län. Huset ligger på en kulle ovanför badhuset och byggdes 1850 som sommarvilla åt Carl Agrell, borgmästare i Uddevalla, och badhusläkaren Carl Lönner. Villan är uppbyggd av två identiska lägenheter, varav Agrell ägde den ena och Lönner den andra. Köket som ligger i mitten mot baksidan delades mellan de bägge. Byggnaden uppfördes efter flera års motstånd mot privatägda hus på badortsområdet och blev när det byggdes Sveriges första hus som är byggt som sommarnöje. 
För att huset inte skulle bryta av mot de övriga husen på området byggdes det i karaktäristisk paviljongstil. Exteriören är stående träpanel med bouhusläkt målad i rosa med vita knutar.
Huset är närapå kvadratiskt och den nordvästra gaveln har en indragen veranda med kolonner som vetter ut mot Byfjorden. Från verandan går två dörrar, en till vardera av de symmetriska lägenheterna. Ovanför verandan finns ett halvmåneformat fönster och längs det knappa taksprånget löper en tandsnittsfris.
Villa Carolina har ägts av släktingar till Lönner, sedan Agrell avled 1852.  Villan har ägts av Herman Zetterberg, justitieminister 1945-1957, som också är född i huset. 
Huset byggnadsminnesmärktes 1950 enligt 1942 års lagstiftning.